# هولاک الیس
هَـولاک اِلیس (انگلیسی: Havelock Ellis؛ ‏ ۲ فوریهٔ ۱۸۵۹ – ۸ ژوئیهٔ ۱۹۳۹) پزشک، روان‌شناس، طرفدار اصلاح نژاد، روشنفکر ترقی‌خواهی، اصلاحگرا و نویسنده اهل بریتانیا بود که پژوهش‌های فراوانی در زمینهٔ میل جنسی در انسان انجام داد. او نخستین کتاب درسی پزشکی به زبان انگلیسی در مورد همجنس‌گرایی را در سال ۱۸۹۷ نوشت و همچنین آثاری در مورد انواع اعمال و تمایلات جنسی و همچنین روان‌شناسی تراجنسیتی منتشر کرد. او مفاهیم خودشیفتگی و خودتحریکی را گسترش داد که بعدها در روان‌کاوی به‌کار رفت.
الیس از جمله پژوهشگران پیشگام داروهای روان‌گردان بود و یکی از نخستین گزارش‌های مکتوب را برای عموم مردم در مورد تجربه استفاده از مسکالین نوشت که در سال ۱۸۹۶ بر روی خودش انجام داد. او از اصلاح نژاد حمایت کرد و به عنوان یکی از ۱۶ قائم مقام انجمن اصلاح نژاد از ۱۹۰۹ تا ۱۹۱۲ خدمت کرد.
وی دانش‌آموختهٔ مدرسه پزشکی بیمارستان سنت توماس بود اما هرگز به کار منظم پزشکی نپرداخت.